# Sierra de Yeguas
Sierra de Yeguas ist eine Gemeinde (municipio) mit 3.452 Einwohnern (Stand: 2024) in der Provinz Málaga in der Autonomen Region Andalusien im Süden Spaniens.

## Geographie
Der Ort grenzt an Antequera, Campillos, Fuente de Piedra, Martín de la Jara, Pedrera und La Roda de Andalucía.

## Geschichte
Der heutige Ort entstand im 16. Jahrhundert, auch wenn es Überreste gibt, die in das Paläolithikum zurückreichen. Bis zum 17. Jahrhundert gehörte der Ort noch zur Provinz Sevilla, und bis 1874 befand er sich unter Kontrolle der katholischen Kirche.

## Bevölkerungsentwicklung
| 1842  | 1900  | 1950  | 1980  | 1990  | 2000  | 2010  | 2020  |
| ----- | ----- | ----- | ----- | ----- | ----- | ----- | ----- |
| 1.087 | 3.133 | 5.291 | 3.110 | 3.165 | 3.260 | 3.522 | 3.381 |

## Sehenswürdigkeiten
- Kirche La Inmaculada Concepción